# Earl Backus
Earnie „Earl“ Backus (* um 1920; † nach 1979) war ein US-amerikanischer Musiker (Gitarre) in Bereich des Big Band Jazz und der Unterhaltungsmusik.

## Leben und Wirken
Earl Backus nahm im Februar 1940 in Chicago mit der Western Swing Band Sweet Violet Boys die Nummer „Lula from Honolulu“ auf (Vocalion 05498); er arbeitete dann ab Mitte der 1940er-Jahre in der kalifornischen Jazzszene; als Rhythmusgitarrist gehörte er dem Oktett/Sextett des Gitarristen George Barnes an, mit dem erste Aufnahmen für Keynote entstanden („Windy City Flash“). In den folgenden Jahren spielte er mit Max Miller, Roy Kral/Anita O’Day, Russell Procope, Jimmy Witherspoon und dem Organisten Ken Griffin („Oh Happy Day“); außerdem gehörte er den Orchestern von Ray Anthony, Jimmy und Tommy Dorsey, Tex Beneke, Bill Russo, Buddy Morrow, David Carroll, Mike Simpson und Ralph Marterie an. Im Bereich des Jazz war er laut Tom Lord zwischen 1946 und 1979 an 33 Aufnahmesessions beteiligt, zuletzt bei Bobby Christian. Als Studiomusiker arbeitete er auch für Sänger wie Mahalia Jackson („Nobody Knows the Trouble I've Seen“, 1954), Barbara Lewis („Straighten up Your Heart“, 1963) und Walter Jackson („It's All Over“).
Sein Debütalbum Guitar in the Night veröffentlichte er 1954 bei Epic Records, mit Titeln wie „I'm Thru with Love“ und „In the Still of the Night“. 1957 legte er das Easy-Listening-Album Haunted Guitar (Dot Records) vor, an dem Mel Schmidt (Bass), Bob Acri (Piano), Remo Biondi (Gitarre, Perkussion) und Frank Rullo (Schlagzeug) mitgewirkt hatten. Der Billboard notierte 1957: „Backus spielt unkompliziert, ohne Schnörkel und ohne herausragende persönliche Interpretationen eines Themas.“ In dieser Zeit entstand auch die am Rock ’n’ Roll orientierte Vokalnummer „Kerrybrooke Hop“, die auf dem Label Sears Roebuck (#U3692) erschien.